# Euploea karimondjawana
Euploea karimondjawana är en fjärilsart som beskrevs av Van Eecke 1933. Euploea karimondjawana ingår i släktet Euploea och familjen praktfjärilar. Inga underarter finns listade i Catalogue of Life.